# Roberto Emílio da Cunha
Roberto Emílio da Cunha (Niterói, 20 juni 1912 - 20 maart 1977) was een Braziliaanse voetballer en trainer.

## Biografie
Roberto begon zijn carrière bij Flamengo in 1933 en maakte in 1936 de overstap naar de kleinere club São Cristóvão AC en speelde daar tot aan het einde van zijn carrière. Hij speelde ook acht wedstrijden voor het nationale elftal en speelde op het WK 1938 in Frankrijk. Hij maakte het winnende doelpunt in de wedstrijd tegen Tsjecho-Slowakije waardoor het land zich plaatste voor de halve finale. De goal werd wel aan zijn ploegmaat Leônidas toegeschreven. Pas in 2006 erkende de FIFA Roberto als de doelpuntenmaker.